# Strong Arm Steady
Strong Arm Steady – amerykański zespół hip-hopowy utworzony w 2003 roku w Los Angeles.

## Dyskografia

### Albumy studyjne i minialbumy
- Deep Hearted (2007)
- In Search of Stoney Jackson (2010)
- Arms & Hammers (2011)
- Members Only (EP) (2012)
- Stereo Type (EP) (z: Statik Selektah) (2012)
- Stereo Jr (EP) (z: Oh No) (2012)

### Mikstejpy
- The Collectors Edition Vol. 1: The Best of Mixtapes, Exclusives & Freestyles (2003)
- D-Bo Series Vol. 1 (2003)
- D-Bo Series Vol. 2 (2003)
- Gangs of L.A. (2003)
- L.A. Ballin' 2004: All-Star Edition (2004)
- O-Dog Series Vol. 1 (2006)
- Green Up (2006)
- Strong Arm Radio: Klack Music - Blacksmith Edition (2006)
- Dilated Steady: 20:20 Official Mixtape (z: Dilated Peoples) (2007)
- Deep Hearted: The Sampler Mixtape (2008)
- Cali Untouchable Radio 17: Klak Klak Edition (2008)
- Gang Mentality (2009)
- 2 Many Other Niggas to Name (2013)

### Single
- One Step (2007)
- Can't Let It Go (2010)
- Trunk Music (2010)
- Make Me Feel (2011)
- On Point feat. Too $hort (2011)
- Hand Guns feat. Jelly-Roll (2011)